# جواز سفر مالديفي
جواز السفر المالديفي هو وثيقة سفر يصدر لمواطني جزر المالديف للسفر الدولي. جواز السفر المالديف صالح لجميع البلدان. الجواز صالح لمدة 5 سنوات من تاريخ صدوره. طبع جواز السفر الحالي، وهو الجيل الثاني من جواز السفر الإلكتروني، في 24 يناير 2016. كل صفحة من جواز السفر لها تصميم مختلف، ممثلة بالعديد من الرسوم التوضيحية للفنان المالديفي حسين علي مانيك.
جواز السفر المالديفي هو أحد جوازات السفر البيومترية الأكثر أمانًا في العالم مع 34 ميزة أمنية مرئية وغير مرئية والممتثلة لأعلى معايير جوازات السفر الأمنية.

## التاريخ
صدرت أول وثيقة سفر مالديفية في الخمسينيات من القرن الماضي من قبل وزارة الشؤون الخارجية. كان هذا ممكنًا فقط للسفر بين جزر المالديف وسيلان (الآن سريلانكا)، واستخدم بشكل أساسي للأغراض التجارية.
صدر أول جواز سفر فعلي لمواطني المالديف من المفوضية البريطانية العليا في كولومبو، سريلانكا في الستينيات، وكان يُعرف باسم جواز السفر البريطاني. مكن الجواز جزر المالديف من الانتقال إلى أماكن أخرى بصفته «شخصًا بريطانيًا محميًا في جزر المالديف».
أصدر أول جواز سفر مالديفي على الإطلاق في 20 أبريل 1964. وأصدرته وزارة الشؤون الخارجية في جزر المالديف وكان أول جواز سفر صادر عن سلطة تابعة لحكومة جزر المالديف. صدرت سلسلة جديدة في 12 ديسمبر 1965 من قبل مكتب جوازات المالديف بعد الحصول على الاستقلال الكامل في 26 يوليو 1965.
صدرت السلسلة الثانية من جوازات السفر التي صدرت بعد الاستقلال الكامل في عام 1975 واستبدلت بإصدار ثان من نفس السلسلة في عام 1980، من قبل إدارة الهجرة والنزوح. صدر العددان الثالث والرابع من في عامي 1990 و 2003 على التوالي.
صدر أول جواز سفر إلكتروني في الذكرى 42 للاستقلال، 26 يوليو 2007، يحتوي على معالج دقيق يحتوي على معلومات بيومترية. صدر الجيل الثاني من جوازات السفر الإلكترونية في 24 يناير 2016.

## أنواع جوازات السفر

### جواز السفر الإلكتروني
يمكن تقديم طلب للحصول على جوازات سفر إلكترونية إما 32 صفحة أو 48 صفحة. جواز السفر المكون من 32 صفحة يكلف 1000 روفيه مالديفية و48 صفحة 1500 روفيه مالديفية. صلاحية جميع أنواع جوازات السفر 5 سنوات. إذا كان مقدم الطلب أقل من 18 عامًا، فيمكن إصدار جواز سفر بناءً على طلب أحد الوالدين أو الوصي القانوني.

### جواز سفر غير إلكتروني
تصدر جوازات سفر غير إلكترونية للأطفال الذين تقل أعمارهم عن 10 سنوات والمتقدمين المقيمين في الخارج؛ الذين لا يستطيعون الحضور لاستلام جواز السفر والمتقدمين الذين تزيد أعمارهم عن 70 عامًا وغير قادرين على الحضور لاستلام جواز السفر، ولمقدم الطلب الذي يعاني من مرض مزمن أو إعاقة أو حالة طبية مؤقتة تجعل مقدم الطلب غير قادر على المشي أو يجد صعوبة في المشي.

### جواز سفر طارئ
يصدر جوازات سفر الطوارئ في الغالب في الحالات الطبية عندما يكون مقدم الطلب غير قادر على الحضور لاستلام جواز السفر، بسبب الحالة الحرجة للمرض. بالإضافة إلى استمارة الطلب ستكون هناك حاجة إلى خطاب من طبيب مع شرح الحالة الطبية لمقدم الطلب. تصدر جوازات السفر هذه حتى في غير أوقات العمل وأثناء العطلات الرسمية.

## متطلبات التأشيرة

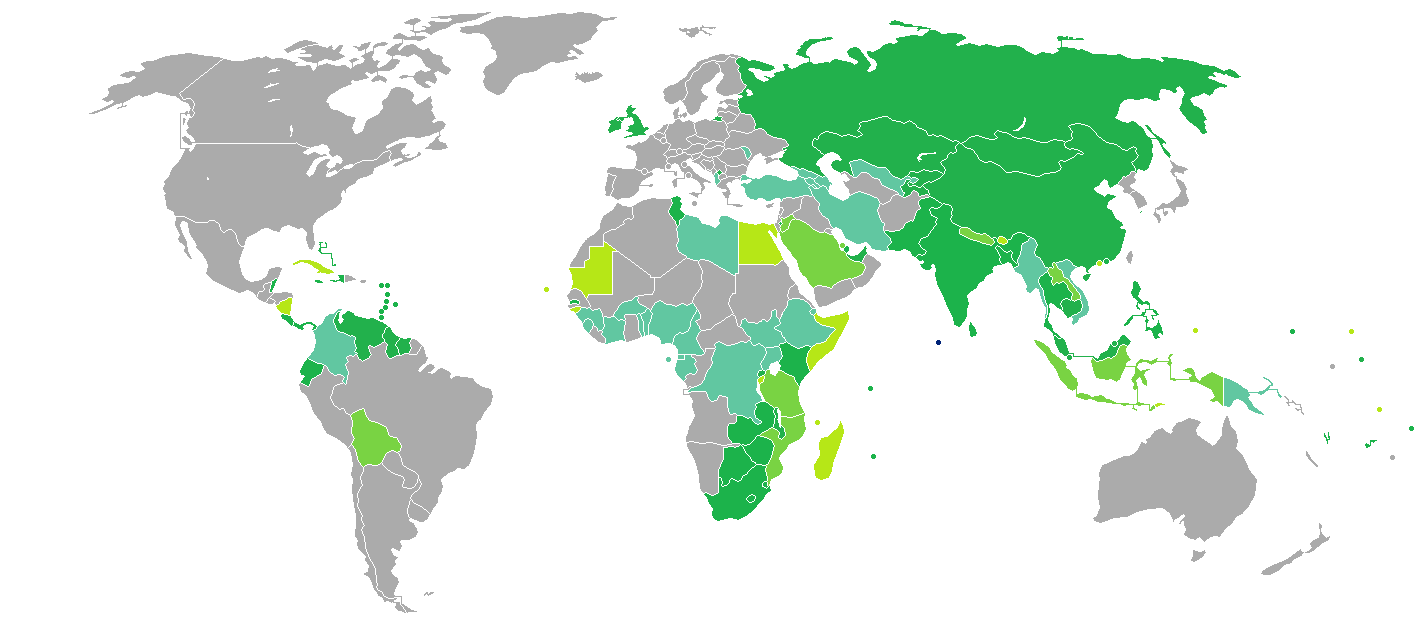
البلدان والأقاليم التي لا تفرض تأشيرة أو تطلب تأشيرة دخول عند الوصول للجهة، لحاملي جوازات السفر المالديفية العادية.

اعتبارًا من 2 يوليو 2019 كان المواطنون المالديفيون يتمتعون بدخول 84 دولة وإقليم بدون تأشيرة أو تأشيرة عند الوصول، مما أدى إلى تصنيف جواز السفر المالديفي 62 من حيث حرية السفر وفقًا مؤشر هينلي لجوازات السفر.

## روابط خارجية
- الموقع الرسمي لوزارة الهجرة في دولة جزر المالديف

 جزر المالديف